# Chavagnes
Chavagnes är en kommun i departementet Maine-et-Loire i regionen Pays de la Loire i nordvästra Frankrike. Kommunen ligger i kantonen Thouarcé som tillhör arrondissementet Angers. År 2018 hade Chavagnes 1 297 invånare.

## Befolkningsutveckling
Antalet invånare i kommunen Chavagnes
| Referens: INSEE |